# 四羰基环戊二烯基钒
四羰基环戊二烯基钒是一种有机钒化合物，化学式为(C5H5)V(CO)4。它是具有反磁性的橙色固体，是钒最主要的羰基-环戊二烯基配合物。它可由二茂钒在高压下和一氧化碳反应得到。单晶衍射表明，一个η5-环戊二烯基和四个羰基配体与钒配位。它可溶于常见有机溶剂中。
它可以被钠汞齐还原为双阴离子：
CpV(CO)4  +  2 Na[Hg]  →  Na2CpV(CO)3  +  CO + [Hg]
这种盐的质子化会产生Cp2V2(CO)5。
它和环庚三烯反应，可以得到(环庚三烯基)(环戊二烯基)钒（"trovacene"）。